# EZ d'Aquari
EZ d'Aquari (EZ Aquarii) és un sistema estel·lar triple situat aproximadament a 3,4 parsecs, o, cosa que és el mateix, 11,3 anys llum del Sol, a la constel·lació d'Aquari. És coneguda també com a Luyten 789-6. Les tres components són nanes vermelles del tipus M. El component principal és una binària espectroscòpica.
La seva estrella més pròxima és Lacaille 9352, a 1,29 parsec (4,21 anys-llum).

## Vegeu
- Llista d'estels més propers